# Litsea machilifolia
Litsea machilifolia är en lagerväxtart som beskrevs av James Sykes Gamble. Litsea machilifolia ingår i släktet Litsea och familjen lagerväxter. Inga underarter finns listade i Catalogue of Life.